# Зайнал Абідін Хассан
Зайнал Абідін Хассан (малай. Zainal Abidin Hassan, нар. 9 листопада 1961) — малайзійський футболіст, що грав на позиції нападника за клуби «Селангор» та «Паханг», а також національну збірну Малайзії.
По завершенні ігрової кар'єри — тренер. З 2018 року очолює тренерський штаб команди «Малакка Юнайтед».

## Клубна кар'єра
У дорослому футболі дебютував 1980 року виступами за команду «Селангор», в якій провів два сезони, взявши участь у 41 матчі чемпіонату. 
Виступав на футбольному полі до кінця 1990-х років, за цей час протягом 1983–1984 і 1991–1996 років грав також за «Паханг».

## Виступи за збірну
1981 року дебютував в офіційних матчах у складі національної збірної Малайзії.
Загалом протягом кар'єри у національній команді, яка тривала 17 років, провів у її формі 129 матчів, забивши 50 голів.

## Кар'єра тренера
Розпочав тренерську кар'єру невдовзі по завершенні кар'єри гравця, 2001 року, очоливши тренерський штаб юнацької збірної Малайзії.
Згодом працював з командами «Паханг», «Селангор» та «Пінанг», а 2018 року очолив тренерський штаб команди «Малакка Юнайтед».

## Титули і досягнення

### Гравець
- Чемпіон Малайзії: 1980, 1989, 1990, 1992, 1995
- Володар Кубка Малайзії: 1981, 1982, 1983, 1986, 1992, 1997
- Володар Кубка Футбольної асоціації Малайзії: 1991, 1997
- Володар Кубка Президента Малайзії: 1988
- Володар Суперкубка Малайзії: 1985, 1987, 1990, 1992, 1993, 1997

### Тренер
- Володар Кубка Малайзії: 2014
- Володар Кубка Футбольної асоціації Малайзії: 2006, 2014
- Володар Суперкубка Малайзії: 2014